# نضیره

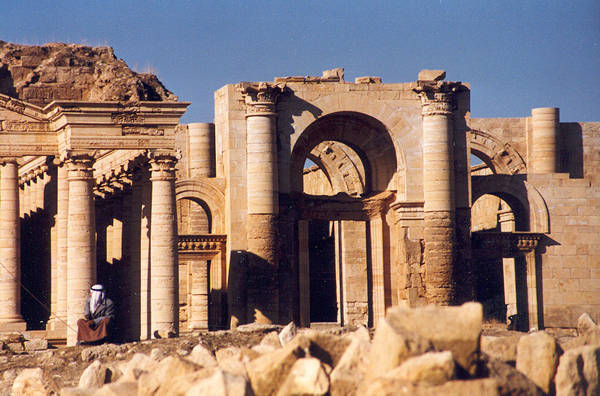
ویرانه‌های هترا. این شهر در برابر سه محاصره توسط رومیان و یک محاصره توسط ساسانیان مقاومت کرد، اما در نهایت توسط شاپور یکم فتح شد.

بر اساس داستان‌های فارسی و عربی اوایل دوران اسلامی، نضیره شاهدخت شهر هترا (حضر) بود که در جریان سقوط این شهر با دیدن شاهنشاه جوان، شاپور یکم، عاشق او می‌شود و به او در تصرف شهر کمک می‌کند و شاپور کمی پس از ازدواج با وی و دریافتن ناسپاسی نضیره نسبت به پدرش سنطروق (سناتروک)، او را اعدام می‌کند.
این داستان در قرون وسطی به خصوص در سده‌های اولیه اسلامی بسیار محبوب بود و بر روی داستان‌های عاشقانه دیگر نیز تأثیر زیادی گذاشت. منابع زیادی این ماجرا را روایت کرده‌اند، از جمله شاهنامه فردوسی و تاریخ طبری.

## داستان
بر اساس منابع سده‌های اولیه دوران اسلامی، نضیره دختر ضیزان یا ساطرون  (سنطروق دوم) پادشاه (مَلِک) هترا بود. او در جریان محاصره شهر توسط ایرانیان، با دیدن شاهنشاه ایرانی عاشق او می‌شود و به همین دلیل به پدر و شهرش خیانت می‌کند.
نضیره پدرش و نگهبانان شهر را در یک مهمانی مست می‌کند و پس از آن به ایرانیان راه ورود را نشان می‌دهند. شهر توسط شاپور فتح می‌شود و شاه دستور می‌دهد تا ملک شهر یعنی پدر نضیره را نیز بکشند. پس از آن شاپور در عین التمر با نضیره ازدواج می‌کند.
یک شب، نضیره به شاپور می‌گوید که تختش بسیار زمخت است و بر روی آن راحت نیست، شاپور تخت را بررسی می‌کند و می‌بیند که یک برگ گیاه مورد است که باعث ناراحتی او شده‌است. شاهنشاه با دیدن طبع لطیف او، از نضیره می‌پرسد مگر پدرت چگونه با تو رفتار می‌کرد که چنین طبع لطیفی داری؟ و او نیز از مهربانی‌های سنطروق برای شاپور می‌گوید.
شاهنشاه با دیدن ناسپاسی نضیره نسبت به پدرش که بسیار با او مهربان بوده، دستور می‌دهد تا او را اعدام کنند.

## ارزیابی
به عقیده تئودور نولدکه، این داستان برگرفته از داستان یونانی سکولا و پدرش نیسوس است. برخی عقیده دارند که این داستان تقلیدی از داستان رومی تارپیاست.

## تأثیرگذاری
داستان نضیره بر روی داستان‌های دیگر نیز تأثیر گذاشته‌است، از جمله داستان «ورقة الآس» (برگ‌های مورد) نوشته نویسنده مصری احمد شوقی و قصه کودکانه «شاهزاده و نخود» نوشته هانس کریستیان آندرسن.